# Ideeëngeschiedenis
Ideeëngeschiedenis is een onderzoeksgebied binnen de geschiedschrijving, en houdt zich bezig met de uitdrukking, bewaring en verandering van menselijke ideeën in de loop der tijden. Ideeëngeschiedenis is verwant met, of een stroming binnen, de intellectuele geschiedenis. Werken in de ideeëngeschiedenis hebben soms betrekking op interdisciplinair onderzoek in de filosofie-, wetenschaps- of literatuurgeschiedenis. In Zweden is ideeëngeschiedenis een afzonderlijke onderzoekstak aan de universiteit, sinds de jaren 1930, toen Johan Nordström, een literatuurwetenschapper, werd aangesteld als professor ideeëngeschiedenis aan de Universiteit van Uppsala. Inmiddels bieden meerdere universiteiten over de wereld colleges aan over ideeëngeschiedenis, vaak binnen een bacheloropleiding.

## De Lovejoy-aanpak
De Amerikaanse historicus Arthur O. Lovejoy (1873–1962) bedacht de term history of ideas en begon met de systematische studie ervan, in de eerste decennia van de 20e eeuw. Lange tijd zat Lovejoy de regelmatige ontmoetingen van de History of Ideas Club aan de Johns Hopkins University voor, waar hij van 1910 tot 1939 werkzaam was als professor geschiedenis.
Naast studenten en collega's van Lovejoy, die betrokken zijn bij verwante projecten (zoals René Wellek en Leo Spitzer, met wie Lovejoy uitgebreide debatten aanging), zijn geleerden als Isaiah Berlin, Michel Foucault, Christopher Hill, J. G. A. Pocock en anderen, blijven werken in de geest waarmee Lovejoy de ideeëngeschiedenis benaderde. Het eerste hoofdstuk van Lovejoy's boek The Great Chain of Being, geeft een algemeen overzicht van wat volgens hem het doel was van de studie van de ideeëngeschiedenis.

### Unit-ideas
Lovejoy's ideeëngeschiedenis nam als basiseenheid voor analyse het unit-idea, of het individuele concept. Deze unit-ideas dienen als de bouwstenen voor de ideeëngeschiedenis: hoewel zelf relatief onveranderlijk in de loop der tijd, herenigen unit-ideas zich tot nieuwe patronen, en drukken zich in nieuwe vormen uit in opeenvolgende historische periodes. Lovejoy zag het als de taak van de ideeënhistoricus om dergelijke unit-ideas te identificeren, en hun historische opkomst en neergang in nieuwe vormen en combinaties, te beschrijven.